# Austromitra
Austromitra is een geslacht van weekdieren uit de klasse van de Gastropoda (slakken).

## Soorten
- Austromitra aikeni Lussi, 2015
- Austromitra ambulacrum (Marwick, 1926) †
- Austromitra analogica (Reeve, 1845)
- Austromitra angulata (Suter, 1908)
- Austromitra arnoldi (Verco, 1909)
- Austromitra bathyraphe (G. B. Sowerby III, 1900)
- Austromitra bellapicta (Verco, 1909)
- Austromitra canaliculata (G. B. Sowerby III, 1900)
- Austromitra capensis (Reeve, 1845)
- Austromitra cernohorskyi Turner, 2008
- Austromitra cinnamomea (A. Adams, 1855)
- Austromitra decresca Simone & Cunha, 2012
- Austromitra distincta (Thiele, 1925)
- Austromitra gradusspira Lussi, 2015
- Austromitra hayesi Turner, 1999
- Austromitra kowieensis (G. B. Sowerby III, 1901)
- Austromitra lawsi Finlay, 1930
- Austromitra legrandi (Tenison-Woods, 1876)
- Austromitra maculosa Turner & Simone, 1998
- Austromitra minutenodosa Cernohorsky, 1980
- Austromitra planata (Hutton, 1885)
- Austromitra retrocurvata (Verco, 1909)
- Austromitra rhodarion (Kilburn, 1972)
- Austromitra rosenbergi Salisbury, 2015
- Austromitra rubiginosa (Hutton, 1873)
- Austromitra sansibarica (Thiele, 1925)
- Austromitra schomburgki (Angas, 1878)
- Austromitra tasmanica (Tenison-Woods, 1876)
- Austromitra valarieae Lussi, 2015
- Austromitra volucra (Hedley, 1915)
- Austromitra zafra Powell, 1952